# 크러마

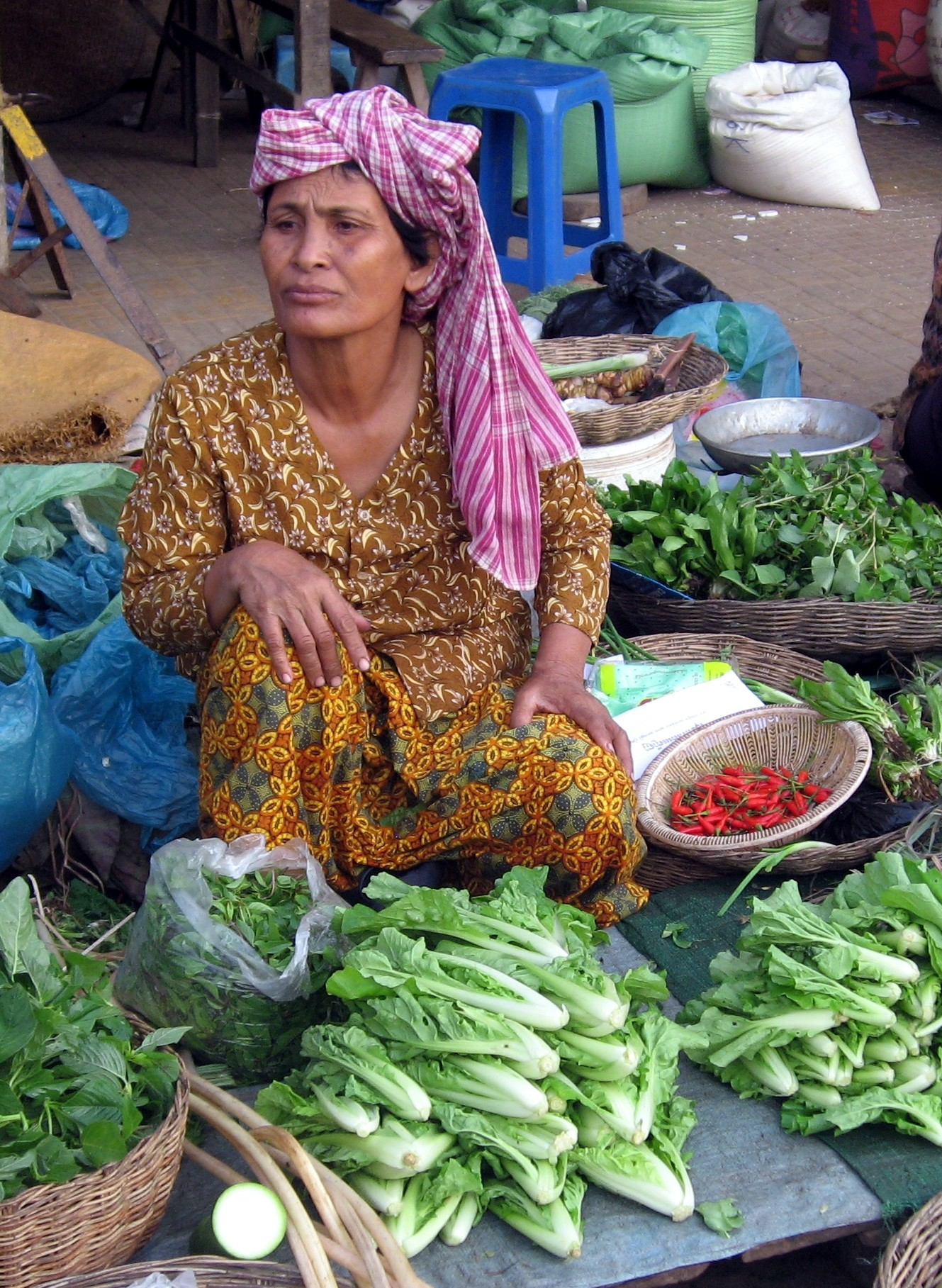
캄퐁톰의 시장에서 크러마 입은 아주머니

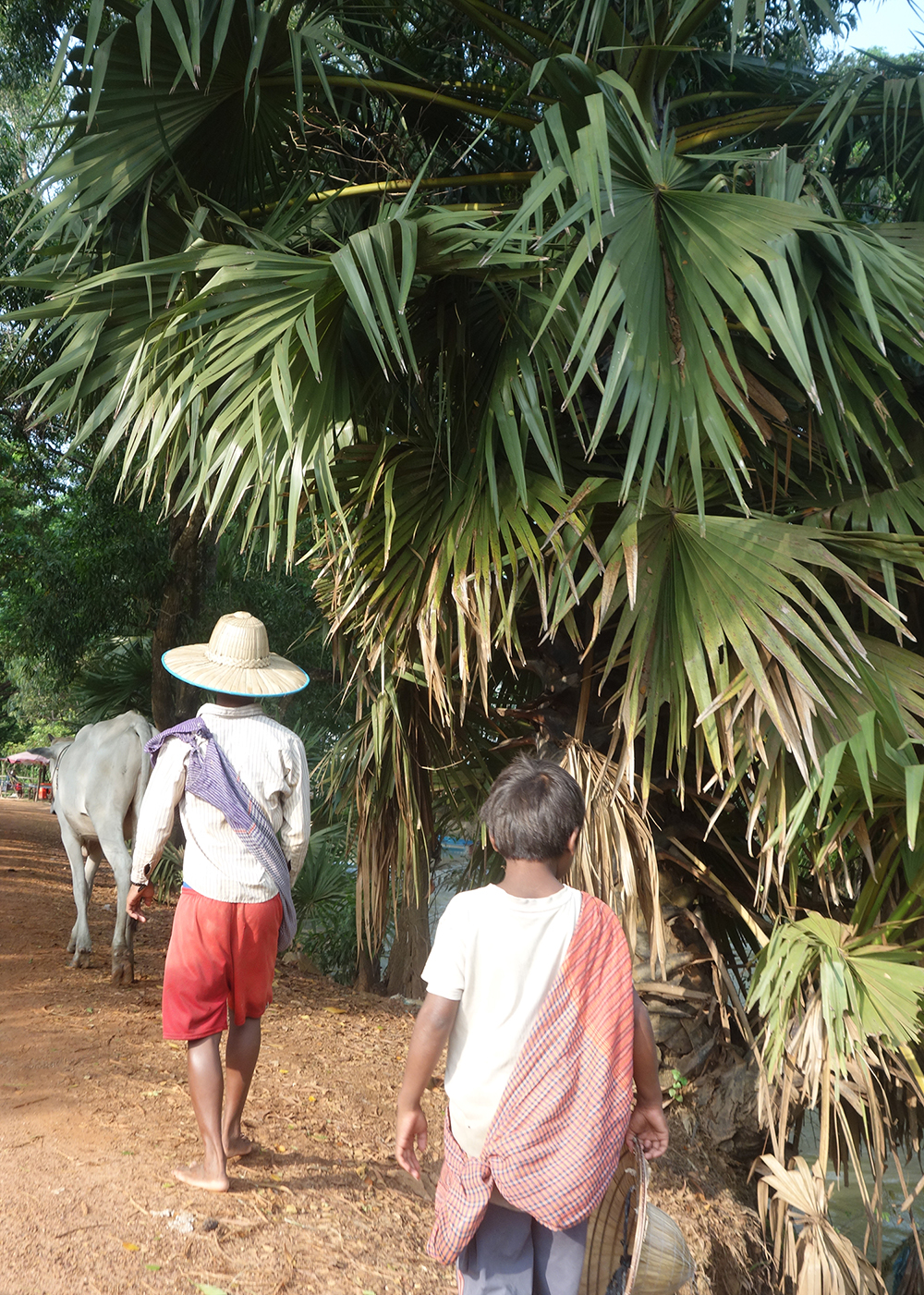
씨엄리업에서 크러마 입은 아버지와 아들

크러마(ក្រមារ)는 캄보디아의 튼튼한 다용도의 옷 중 하나이며 목도리처럼, 두건처럼, 아이를 업기 위해서 얼굴을 덮거나 장식적으로 입을 수 있다. 전통적으로 빨간색이나 파란색이며 일반적으로 장식용의 체크무늬이고 남자도 여자도 아이들도 입는다. 캄보디아의 국가상징이다. 해먹처럼 접어도 된다.
비슷한 태국 옷은 파카우마(ผ้าขาวม้า)로 알려져 있고 이산(อีสาน)동북부 지역에 현지인과 크메르계도 입는다.

## 같이 보기
- 카피에, 전통적인 중동 머리쓰개
- 터번, 인도인이나 이슬람교도가 머리에 둘러감는 수건